# Pierre de la Baume
Pierre de la Baume (noto anche come Piero della Balma; Montrevel-en-Bresse, 1477 – Arbois, 4 maggio 1544) è stato un cardinale e arcivescovo cattolico francese.

## Biografia
Fu il secondo figlio di Guy de la Baume, signore di la Roche-du-Vanel, di Mont-Saint-Sorlin, e di Attalens, in Svizzera.
Si addottorò in teologia all'Università di Dole nel 1502. Fu abate commendatario dell'abazia di Saint-Claude (in Franca Contea) dal 1510 e dell'abbazia di Santa Maria Assunta in Abbadia Alpina dal 1522.
Seguendo il costume del tempo, alle cariche ecclesiastiche unì molte cariche temporali. Fu Principe del Sacro Romano impero e Consigliere del duca di Savoia Carlo III che rappresentò al Quinto Concilio Lateranense (1512-1517). Fu anche consigliere ascoltato di Carlo V.
Eletto vescovo di Ginevra il 10 ottobre 1522, trovò l'opposizione dagli eretici protestanti che occuparono la Cattedrale e il palazzo vescovile e lo costrinsero a partire definitivamente dalla città nel 1533. Per questo trasferì la sua residenza ad Annecy, in territorio soggetto al Duca di Savoia, insieme ai Canonici della Cattedrale.
Cercò più volte di ottenere il trasferimento di diocesi ma fu debolmente aiutato dai suoi protettori duchi di Savoia, troppo occupati nella guerra contro la Francia. Riuscì a diventare coadiutore con diritto di successione della sede arcivescovile metropolitana di Besançon, il 13 luglio 1530, ma ottenne la successione solo il 29 dicembre 1541, per poi cedere il 27 giugno 1543 l'arcidiocesi al nipote Claude de la Baume (anch'esso futuro cardinale) che aveva solo 19 anni, evidenziando il nepotismo che allora affliggeva la Chiesa.
Secondo gli storici risulta anche essere il committente di una celebre pala della Madonna della Misericordia dei Duchi attribuita a Giuseppe Giovenone e a Gaudenzio Ferrari e del polittico che da lui ha preso il nome, conservato nella cattedrale di Saint-Claude.
In età avanzata fu nominato cardinale da papa Paolo III nel concistoro del 19 dicembre 1539 e ottenne nel 1541 il titolo di Santi Giovanni e Paolo.
La sua tomba si trova nella chiesa di Saint-Just, ad Arbois, insieme a quella del nipote cardinale Claude.

## Altri incarichi
Oltre che vescovo, i Savoia lo nominarono abate dell'abbazia di Santa Maria di Abbadia Alpina, ove governò senza infamia né lode, trovandosi spesso in missione lontano dal monastero, come del resto era allora la regola per gli abati commendatari.

## Genealogia episcopale
La genealogia episcopale è:
- Arcivescovo Gabriele Mascioli, O.E.S.A.
- Cardinale Pierre de la Baume